# Typopeltis soidaoensis
Typopeltis soidaoensis är en spindeldjursart som beskrevs av Haupt 1996. Typopeltis soidaoensis ingår i släktet Typopeltis och familjen Thelyphonidae. Inga underarter finns listade i Catalogue of Life.